# Deportivo Independiente Medellín

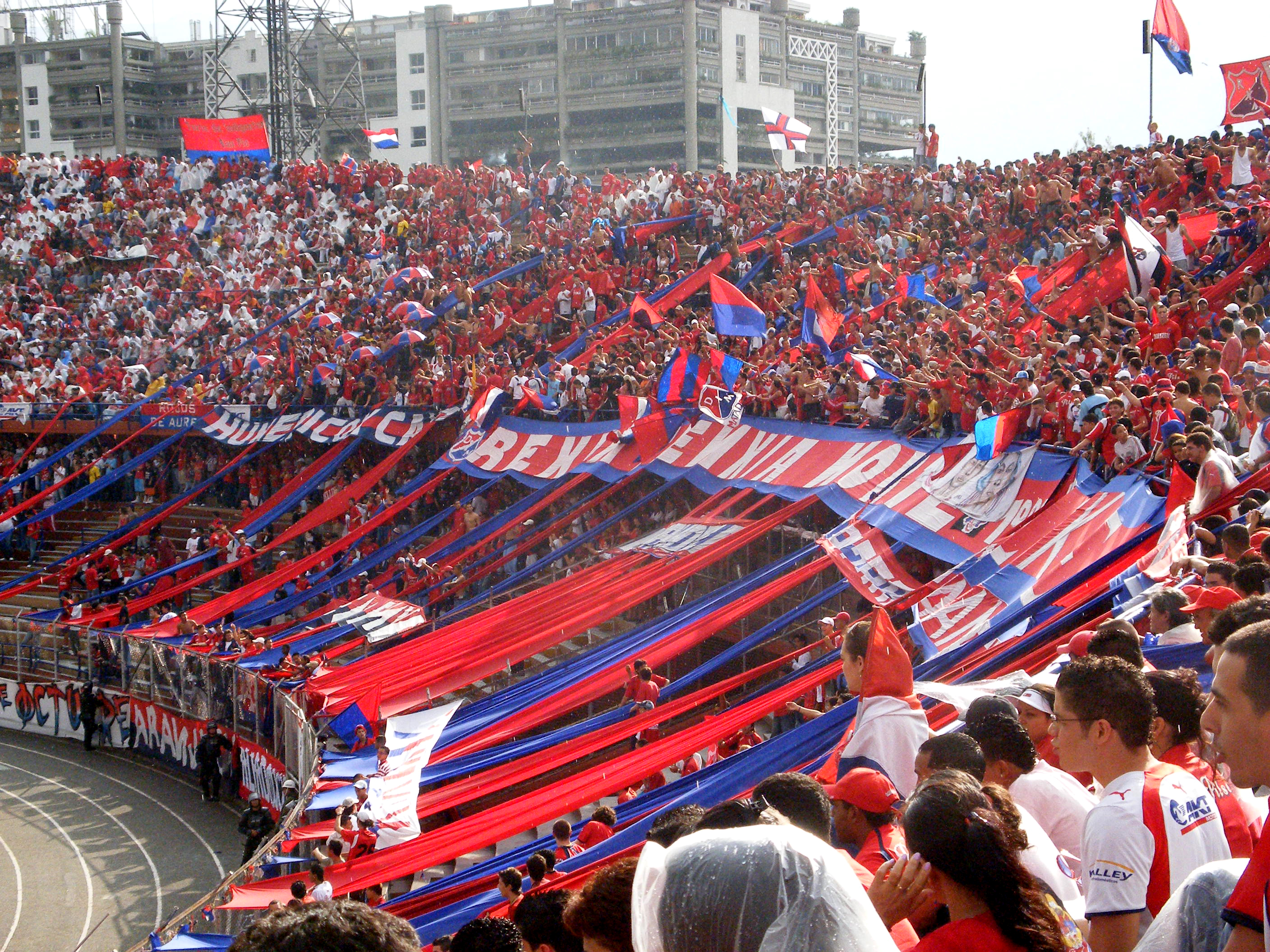
Tifosi dell'Independiente Medellín nel 2007

Il Deportivo Independiente Medellín, nota come Independiente Medellín, è una società calcistica colombiana con sede a Medellín. Milita nella Categoría Primera A, la massima serie del campionato di calcio colombiano. Disputa le partite interne nello Stadio Atanasio Girardot.
Ha vinto 6 campionati colombiani (1955, 1957, 2002-II, 2004-I, 2009-II, 2016-I) e 3 Coppe di Colombia (1981, 2019, 2020). A livello internazionale l'Independiente è stato finalista nella Coppa Libertadores 2003.
La maggiore rivalità calcistica è con l'Atlético Nacional, con cui condivide lo stadio. La sfida tra le due squadre è nota come El Clásico Paisa.

## Storia
Fondato il 14 novembre 1913 con il nome di Medellín Foot Ball Club dai fratelli Alberto, Luis e Rafael Uribe Piedrahíta, giocò la sua prima partita da squadra amatoriale contro lo Sporting di Medellin (11-0). Dopo alcuni anni il Medellín passò al calcio professionistico e fu tra i club che giocarono la prima edizione del campionato di calcio colombiano. Con sette vittorie, si classificò settimo su dieci squadre. Esordì in campionato con una sconfitta (4-0) contro l'América de Cali.
Nel 1950 il Medellín ingaggiò il peruviano Segundo Castillo Varela, che aveva vinto con la sua nazionale il campionato sudamericano del 1939.
Il Medellín vinse il suo primo titolo nazionale aggiudicandosi nel 1955 il Campeonato Profesional, con 31 punti e una sola sconfitta. L'argentino Felipe Marino fu capocannoniere del torneo con 22 reti.

## Organico

### Rosa 2019
| N. |                      | Ruolo | Calciatore             |
| -- | -------------------- | ----- | ---------------------- |
| 2  | Colombia (bandiera)  | D     | Hernán Pertúz          |
| 3  | Colombia (bandiera)  | D     | Jesús Murillo          |
| 4  | Colombia (bandiera)  | D     | Jonathan Marulanda     |
| 5  | Colombia (bandiera)  | C     | Diego Arias            |
| 6  | Colombia (bandiera)  | C     | William Parra          |
| 7  | Colombia (bandiera)  | C     | Bryan Castrillón       |
| 8  | Colombia (bandiera)  | A     | Yhojan Valbuena        |
| 9  | Colombia (bandiera)  | A     | Diego Herazo           |
| 10 | Colombia (bandiera)  | C     | Andrés Ricaurte        |
| 11 | Colombia (bandiera)  | A     | William Palacios       |
| 12 | Colombia (bandiera)  | P     | Andrés Mosquera        |
| 13 | Colombia (bandiera)  | D     | Elvis Perlaza          |
| 14 | Argentina (bandiera) | A     | Germán Cano (capitano) |
| 15 | Colombia (bandiera)  | D     | Héctor Urrego          |
| 16 | Colombia (bandiera)  | A     | Steven Rodríguez       |
| 17 | Colombia (bandiera)  | D     | Luis Tipton            |
| 18 | Colombia (bandiera)  | C     | Mateo López            |

| N. |                     | Ruolo | Calciatore        |
| -- | ------------------- | ----- | ----------------- |
| 19 | Colombia (bandiera) | C     | Ever Valencia     |
| 20 | Colombia (bandiera) | C     | William Arboleda  |
| 21 | Colombia (bandiera) | D     | Dairon Mosquera   |
| 22 | Colombia (bandiera) | P     | David González    |
| 23 | Colombia (bandiera) | A     | Leonardo Castro   |
| 24 | Colombia (bandiera) | D     | Brayan Carabalí   |
| 25 | Colombia (bandiera) | A     | Juan Cuesta       |
| 26 | Colombia (bandiera) | C     | Nicolás Palacios  |
| 27 | Colombia (bandiera) | D     | Jaime Giraldo     |
| 28 | Colombia (bandiera) | C     | Larry Angulo      |
| 29 | Colombia (bandiera) | D     | Sebastián Macías  |
| 30 | Colombia (bandiera) | A     | Carlos Sinisterra |
| —  | Colombia (bandiera) | P     | Weibmar Asprilla  |
| —  | Colombia (bandiera) | C     | Juan Díaz         |
| —  | Colombia (bandiera) | C     | Yesid Díaz        |
| —  | Colombia (bandiera) | C     | Edwin Mosquera    |
| —  | Colombia (bandiera) | C     | Guillermo Tegue   |

### Rosa 2016
| N. |                     | Ruolo | Calciatore            |
| -- | ------------------- | ----- | --------------------- |
| 1  | Colombia (bandiera) | P     | Luis Erney Vásquez    |
| 2  | Colombia (bandiera) | D     | Hernán Pertúz         |
| 3  | Colombia (bandiera) | D     | Luis Tipton           |
| 4  | Colombia (bandiera) | D     | Andrés Mosquera       |
| 5  | Colombia (bandiera) | C     | Juan David Valencia   |
| 6  | Colombia (bandiera) | C     | Didier Moreno         |
| 7  | Colombia (bandiera) | A     | Juan David Pérez      |
| 8  | Colombia (bandiera) | C     | John Hernández        |
| 9  | Colombia (bandiera) | A     | Juan Fernando Caicedo |
| 14 | Colombia (bandiera) | A     | Yorleys Mena          |
| 15 | Colombia (bandiera) | A     | Cristian Restrepo     |
| 16 | Colombia (bandiera) | C     | Daniel Torres         |

| N. |                      | Ruolo | Calciatore          |
| -- | -------------------- | ----- | ------------------- |
| 17 | Colombia (bandiera)  | C     | Cristian Marrugo    |
| 18 | Colombia (bandiera)  | D     | Marlon Piedrahita   |
| 20 | Colombia (bandiera)  | C     | Mauricio Molina     |
| 21 | Argentina (bandiera) | C     | Hernán Hechalar     |
| 22 | Colombia (bandiera)  | P     | David González      |
| 23 | Colombia (bandiera)  | A     | Leonardo Castro     |
| 26 | Colombia (bandiera)  | D     | Jorge Enrique Arias |
| 28 | Colombia (bandiera)  | C     | William Parra       |
| 30 | Colombia (bandiera)  | C     | Ever Valencia       |
| –  | Colombia (bandiera)  | P     | Aldair Quintana     |
| –  | Colombia (bandiera)  | A     | Carlos Ibargüen     |
| –  | Colombia (bandiera)  | A     | Mauricio Cortés     |

## Palmarès

### Competizioni nazionali
- Campionato colombiano: 6

1955, 1957, 2002-II, 2004-I, 2009-II, 2016-I
- Copa Colombia: 3

1981, 2019, 2020

### Altri piazzamenti
- Campionato colombiano:

Secondo posto: 1959, 1961, 1966, 1993, 2001, 2008-II, 2012-II, 2014-II, 2015-I, 2018-II
Terzo posto: 1954, 1964, Finalización 1973, 1984
- Copa Colombia:

Finalista: 1956, 2017
Semifinalista: 2015
- Súper Liga:

Finalista: 2017
- Coppa Libertadores:

Semifinalista: 2003

## Migliori marcatori
| N   | Nome                      | Gol | Paese                |
| --- | ------------------------- | --- | -------------------- |
| 1.  | José Vicente Grecco       | 92  | Argentina (bandiera) |
| 2.  | Carlos Castro             | 90  | Colombia (bandiera)  |
| 3.  | Diego Álvarez             | 78  | Colombia (bandiera)  |
| 4.  | Felipe Marino             | 77  | Argentina (bandiera) |
| 5.  | Jorge Horacio Serna       | 66  | Colombia (bandiera)  |
| 6.  | Uriel Cadavid             | 65  | Colombia (bandiera)  |
| 6.  | Jackson Martínez          | 65  | Colombia (bandiera)  |
| 8.  | Perfecto Rodríguez        | 64  | Argentina (bandiera) |
| 9.  | Bernardo Iván Aristizabal | 49  | Colombia (bandiera)  |
| 10. | Jhon Jaramillo            | 45  | Colombia (bandiera)  |